# Missions
Missions ist eine französische Fernsehserie, die aus dreißig Episoden von jeweils 26 Minuten besteht (3. Staffel jeweils 45 Minuten). Sie wurde von Ami Cohen, Henri Debeurme und Julien Lacombe geschrieben und von Julien Lacombe geleitet. Sie wird seit dem 1. Juni 2017 auf dem französischen privaten Fernsehsender OCS City gesendet. In Deutschland ist die komplette Serie seit dem 1. August 2018 bei RTL Passion zu sehen. Die Folgen der dritten Staffel wurden jeweils in zwei Folgen gesplittet.

## Handlung
Die erste Weltraummission zum Mars, Ulysse 1, ist eine europäische Mission, die von der Europäischen Weltraumorganisation (ESA) und von William Meyer, einem Schweizer Milliardär-Philanthropen finanziert wird. Die Besatzung, bestehend aus den besten europäischen Astronauten und Wissenschaftlern, umfasst Franzosen, Italiener und Deutsche sowie Jeanne Renoir, eine junge Psychologin, die sich um die psychische Gesundheit der Besatzung dieser historischen Mission kümmert.
Nach einer zehnmonatigen Reise, wenige Stunden nach Einleitung des Landevorgangs auf dem roten Planeten, erfahren die europäischen Astronauten aus dem Mund des Finanziers William Meyer, dass sie nicht die Ersten sind, sondern dass ihnen eine amerikanische Mission vorausgegangen ist, die von der NASA und einer multinationalen Computerfirma mit einem schnelleren Schiff mit Nuklear-Antrieb durchgeführt wurde. Abgesehen von einem alarmierenden Video, gibt es von der amerikanischen Mission keine Lebenszeichen mehr und die europäische Mission beschließt, sie zu suchen.
Auf dem Mars angekommen, finden die europäischen Astronauten keine Amerikaner, sondern einen Russen, Wladimir Komarow, den ersten Menschen, der bei einer Weltraummission gestorben ist, 1967 in der Sojus-1-Kapsel.

## Besetzung
- Hélène Viviès: Jeanne Renoir, Psychologin
- Clément Aubert: Simon Gramat, zweiter Kommandant
- Mathias Mlekuz: William Meyer, Schweizer Milliardär
- Jean-Toussaint Bernard: Yann Bellocq, Ingenieur
- Giorgia Sinicorni: Alessandra Najac, Ärztin
- Côme Levin: Basile Verhoeven, Informatiker
- Adrianna Gradziel: Eva Müller, deutsche Biologin und Geologin
- Christophe Vandevelde: Martin Najac, Kommandant
- Arben Bajraktaraj: Wladimir Komarow, sowjetischer Astronaut
- Natasha Andrews: Gemma Williams
- Nathan Willcocks: Edward Doisneau
- Shane Woodward: Adam Wayne
- Vincent Londez: Ivan Goldstein, Milliardär
- Tiphaine Daviot: IRN, der Bordcomputer
- Anton Yakovlev: Juri Gagarin
- Avant Strangel: Wissenschaftler 1
- Ian McCamy: Wissenschaftler 2
- David Clark: Astronaut 1
- Étienne Guillou-Kervern: Astronaut 2
- Julie Meunier: Krankenschwester im Gespräch mit Jeanne Renoir
- Lan Hoang Xuan: Ivan Goldsteins Krankenschwester
- Manon Giraud-Balasuriya: Jeanne als Mädchen
- Yasmin Bau: Assistent von Jeanne Renoir
- Zélie Guerin Frutoso: Manon
- Alexandre Medvedev: russischer Ingenieur
- Sophie Fougère: Frau von Wladimir Komarow
- Mégane Fleury: Sportjournalistin
- Nicolas Traino: Nachrichtenjournalist
- Franka Hoareau: sowjetische Sojus-Operatorin
- Bernard Blancan: Vater von Jeanne Renoir
- Lucas Englander: Peter Kaminski

## Episoden
Die Titel der Episoden werden auch in einer Fremdsprache zusätzlich zu ihrer Übersetzung ins Französische angezeigt.

### Staffel 1
1. Ulysse (Ὀδυσσεύς) (Odysseus)
2. Mars (♂)(Mars)
3. Survivant (оставшийся в живы) (Überlebender)
4. Pierre (Stone) (Stein)
5. Alliance (ברית) (Allianz)
6. Irène (IRN) (Irene)
7. Faute (Fallita) (Fehler)
8. Phénix (φοῖνιξ) (Phönix)
9. Volodia (Володя) (Wolodia)
10. Orage (Orage) (Sturm)

### Staffel 2
1. Aube (Grenzen)
2. Returns (Aufbruch)
3. Evolution (Wandel)
4. Passage (Übergang)
5. Répliques (Replicas) (Chiäre)
6. Alice (Alice)
7. Furie (Fury) (Jeanne)
8. Autres (Others) (Die Anderen)
9. Architectes (Architects) (Architekten)
10. Singularité (Singularity)[1](Episode 210)

### Staffel 3
1. Le Rasoir d'Ockham (Ockhams Rasiermesser)
2. Samuel (Samuel)
3. La Clé (Der Schlüssel)
4. Nuages Noirs (Schwarze Wolken)
5. Les Mains vides (Die leeren Hände)
6. Une Séparation (Eine Trennung)
7. Le Sanctuaire (Refugium)
8. Le Cercle (Der Kreis)
9. Mémoires du Futur (Erinnerungen an die Zukunft)
10. Théogonie (Theogonie)

## Rezeption

### Ausstrahlung
Die Ausstrahlung der Fernsehserie begann in Frankreich am 1. Juni 2017 auf OCS City.

## Auszeichnungen
Als Weltpremiere am 2. April 2017 bei den MipDrama Projections in Cannes präsentiert, wurde die Fernsehserie mit Jury-Preisen in der Kategorie Full episodes belohnt. Die Jury umfasste eine französische Journalistin von Le Figaro, einen englischen Journalisten von The Daily Telegraph und eine amerikanische Journalistin von Variety.
Bei der Abschlusszeremonie der achten Ausgabe des Séries-Mania-Festivals, am 22. April 2017, erhielt die Fernsehserie den Preis der Entdeckung, der von der Vereinigung der Fernsehserienkritiker (ACS) vergeben wird.